# Гана Квапілова
Гана Квапілова (уроджена Кубешова) (чеськ. Hana Kvapilová; 29 листопада 1860, Прага — 8 квітня 1907, Прага) — видатна чеська театральна актриса.

## Біографія
Ганна Кубешова народилася 1860 року в родині дрібного ремісника.
Працювала піаністкою у композитора Антоніна Дворжака. Потім в оркестрі празького Тимчасового театру.
Після банкрутства батька з 1873 року сім'я жила в бідності, і вона допомагала їй випадковими заробітками.
Грати на сцені почала в 1884 році в самодіяльному театрі Малостранська Бесіда і швидко привернула увагу своїм оригінальним талантом.
З 1886 року — професійна акторка. З 1888 року грала на сцені Національного театру в Празі.

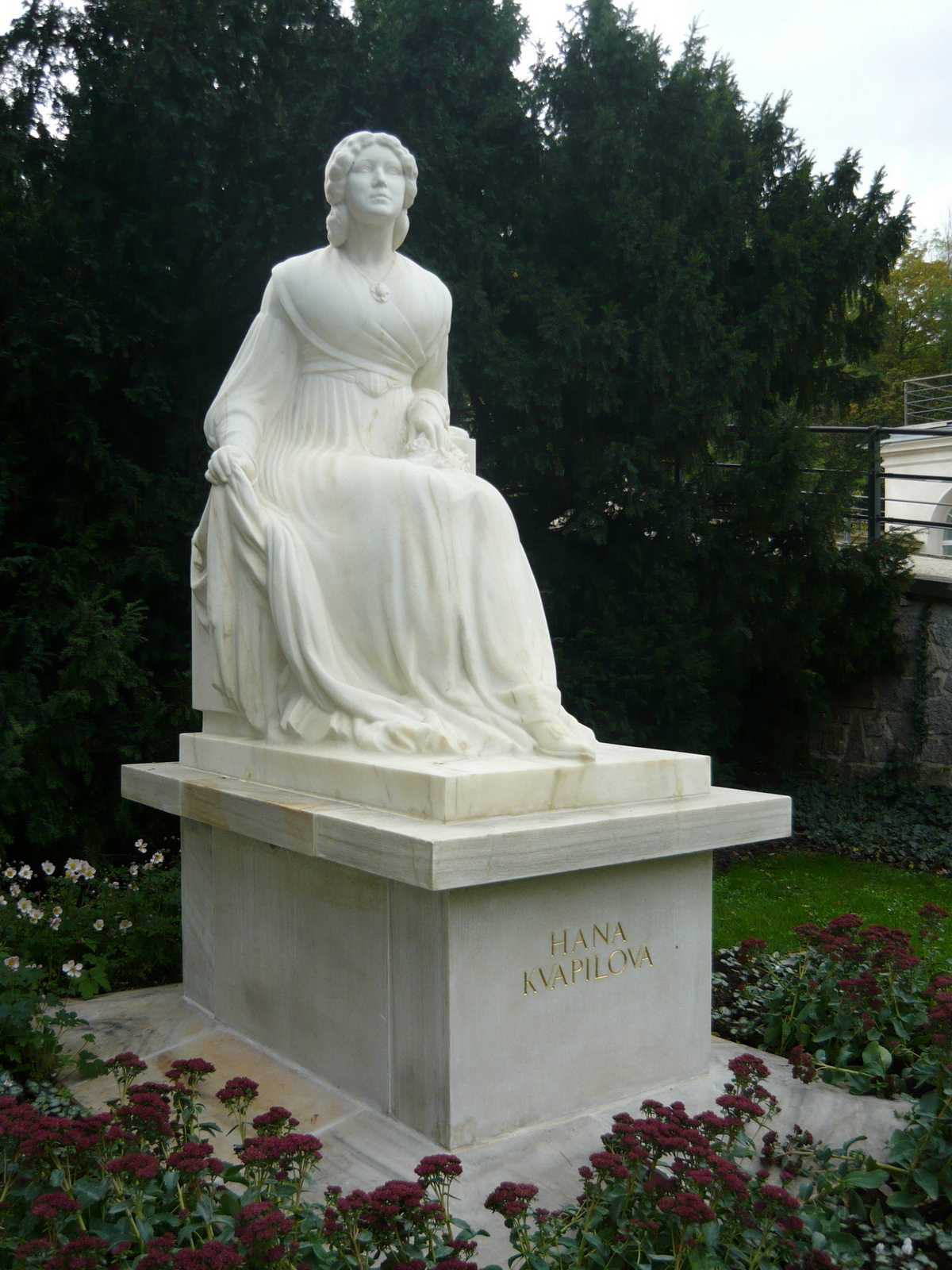
Пам'ятник Гани Квапілової в Празі

Вона була відома своїми ролями Шекспіра і тим, що була першою чеською актрисою, яка зіграла «Нору» в домі ляльки Ібсена; вона також зіграла головну роль у Гедді Габлер, «Маша» у «Три сестри» А. Чехова та «Олена» у «Волі про мудреця чоловіка». Вона була товаришм і колегою чеського композитора Леоша Яначека та чеського письменника Алоїса Їрасека та багатьох інших.
З початку творчої діяльності повставала проти сценічної рутини. У 1906 році була ініціаторкою гастролей Московського художнього театру в Празі.
В останні роки життя часто піддавалася критиці в пресі за свої прогресивні погляди і фемінізм.
Померла 1907 року раптово у 46-річному віці на піку своєї слави від ускладнень, пов'язаних із діабетом. За п'ять днів до цього вона виступала у шекспіровській виставі «Багато про щось» Much Ado About Nothing.

## Творчість
Актриса, що грала з 1884 року, демонструвала на чеській сцені мистецтво глибокого переживання, її діяльність сприяла розвитку національної драматургії, для неї писали п'єси Ярослав Врхлицкий, Юліус Зеєр, Алоїс Їрасек та інші чеські драматурги.
Збагатила національну акторську школу мистецтвом переживання. Головна тема творчості — активний протест проти соціального безправ'я, мрія про щастя і кращого життя.
Серед ролей: Офелія, леді Макбет («Гамлет», «Макбет» Шекспіра), Ємена («Антігона» Софокла), Войнарка («Войнарка» Їрасека), Марія Стюарт («Марія Стюарт» Шиллера), Маша («Три сестри» Чехова) тощо.
Часто її партнером у виставах був Едуард Воян. За словами театральних критиків «Коли вона виступала, ви бачили квітучі луки, чули спів птахів, і запах весни у повітрі».

## Визнання
За роль в «Гамлеті» Шекспіра в 1902 році в Белграді була нагороджена орденом Святого Сави. Її порівнювали з італійською актрисою Елеонорою Дузе: «Її розуміння характеру та діапазону вираження були такими, що заслужили їй звання чеської музи.»

## Увічнення пам'яті
Після її смерті Ярослав Квапіл опублікував свої спогади.
Її прах був похований у парку в Празі, де встановлено скульптуру Яна Штурса.
У 1960 році на честь 100-річчя акторки було випущено чеську поштову марку.